# Nicholas John Spykman
Nicholas John Spykman (Amsterdam, 13 ottobre 1893 – New Haven, 26 giugno 1943) fu uno studioso statunitense di geografia e geopolitica.
Nasce ad Amsterdam, si forma presso la Università tecnica di Delft e l'Università del Cairo. La sua rivisitazione del pensiero di Halford Mackinder lo portò a riformulare la geopolitica, sottolineando l'importanza del Rimland (la fascia costiera della massa eurasiatica) rispetto all'Heartland (la "Terra-Cuore", cioè le pianure centroasiatiche) nella visione geostrategica del mondo. Per queste teorie è considerato il padre della "politica di contenimento" attuata dagli Stati Uniti nei confronti dell'ex Unione Sovietica.
Muore di cancro nel 1943 a 49 anni, a New Haven, in Connecticut.